# Francisco Soler
Francisco Manuel Soler Atencia (Palma di Maiorca, 5 marzo 1970) è un allenatore di calcio ed ex calciatore spagnolo, di ruolo centrocampista.

## Carriera

### Giocatore

#### Club
Ha militato per l'intera carriera nel Real Mallorca totalizzando 339 partite e 19 reti in campionato.
Fa parte del gruppo che perde ai rigori contro il Barcellona la Coppa del Re nel 1998, la stagione seguente partecipa alla Coppa delle Coppe perdendo la finale a Birmingham contro la Lazio per 2-1 (in tale gara Soler resta in panchina).
Nel 2003 vince la Coppa del Re, in cui il Maiorca supera in finale il Recreativo Huelva, anche se Soler non scende in campo nella finale.

#### Nazionale
Ha fatto parte della selezione olimpica ai Giochi olimpici del 1992, dove vinse la medaglia d'oro giocando 4 partite.

### Allenatore
Una volta abbandonato il calcio giocato ha intrapreso la carriera di allenatore, prima guidando i portoghesi del Beira Mar nel 2007 e successivamente gli spagnoli dell'Atlético Baleares nel 2009-2010.

## Palmarès

### Giocatore

#### Club
- Supercoppa di Spagna: 1

Maiorca: 1998
- Coppa di Spagna: 1

Maiorca: 2002-2003

#### Nazionale
- Oro olimpico: 1

Barcellona 1992